# Dan Mugur Rusiețchi
Dan Mugur Rusiețchi (Rusiecki) (n. 19 august 1938 - d. 19 februarie 2012) a fost un opozant al regimului comunist și profesor de literatură română.

## Biografie
Dan Mugur Rusiețchi s-a născut la 19 august 1938 în București. După absolvirea liceului s-a înscris la Facultatea de Științe Juridice din București. În perioada când era student în anul II, a participat la mișcările revendicative ale studenților din 1956 (vezi Mișcările studențești din București din 1956). A fost printre organizatorii manifestației care urma să aibă loc în Piața Universității în ziua de 5 noiembrie 1956. A pregătit diferite manifeste pe care erau scrise lozinci ca: "Jos rusa și marxismul", "Vrem știință, nu politică în universitate" și "Urmați exemplul studenților unguri, cehi și poloni". Aceste manifeste urmau să fie distribuite în cadrul facultății, acțiune care a fost sistată în urma arestării Eugeniei Florescu, care participase la organizarea protestului. Rusiețchi a reușit să  ardă manifestele, dar a fost arestat la 7 noiembrie 1956 și, a fost anchetat de locotenent major Iosif Moldovan, care a încercat să-l forțeze să recunoască faptul că mișcarea avusese un caracter subversiv de factură legionară. A fost judecat în lotul "Mitroi", iar prin sentința Nr. 534 din 19 aprilie 1957 a Tribunalului Militar București a primit 4 ani închisoare corecțională. A fost eliberat după executarea sentinței. 
Prin decizia Ministerului Afacerilor Interne Nr. 16011/1960 i s-a fixat domiciliu obligatoriu în localitatea Rubla (azi Valea Călmățuiului din județul Brăila), pe o durată de un an, prelungită ulterior cu încă trei ani din cauza comportamentului său considerat infracționar de autorități.
S-a înscris apoi la Institutul Pedagogic de 3 ani, funcționând, după absolvire, ca profesor navetist de limbă și literatură română. După 1990 a funcționat la Liceul Romano Catolic Sfantul Iosif, Liceul Lazăr, Liceul Cantemir și Liceul Coșbuc din București, continuându-și activitatea și după pensionarea sa din anul 2000.